# Aster lancetowaty
Aster lancetowaty (Symphyotrichum lanceolatum (Willd.) G.L.Nesom) – gatunek byliny z rodziny astrowatych. Jako rodzimy występuje w Ameryce Północnej od północnego Meksyku po północną Kanadę. Poza tym obszarem rozprzestrzeniony został szeroko w Europie, na Kaukazie, w Kraju Nadmorskim na Rosyjskim Dalekim Wschodzie i na Wyspach Kanaryjskich. W Polsce spotykany jest nad rzekami w całym kraju.

## Nazewnictwo
Gatunek zaliczany był tradycyjnie do lat 90. XX wieku do rodzaju aster jako Aster lanceolatus. Z tego czasu zachowana jest nazwa zwyczajowa, mimo przeklasyfikowania gatunku do rodzaju Symphyotrichum, należącego do odmiennego podplemienia niż Aster. 

## Morfologia

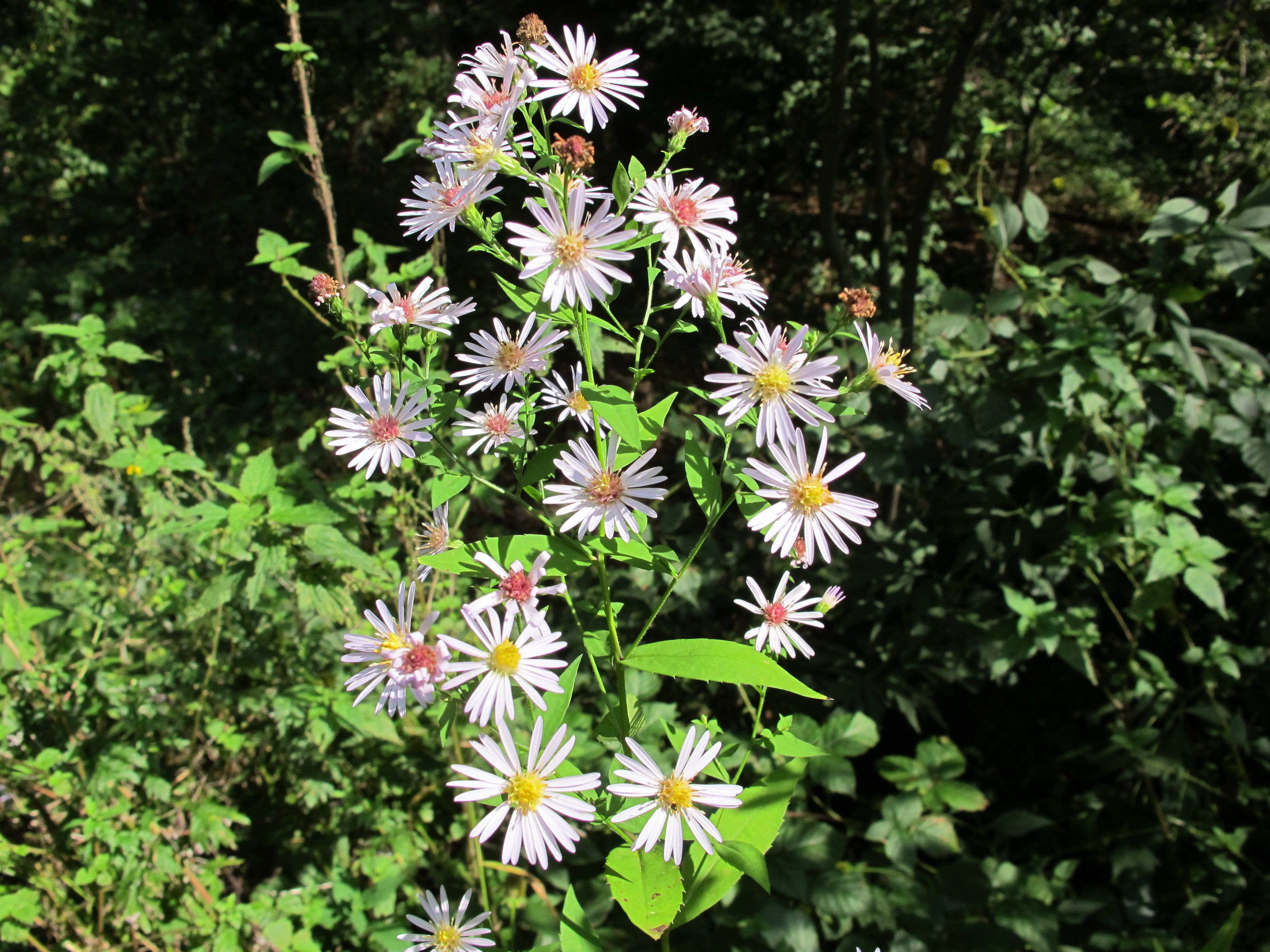
Kwiatostan

PokrójRoślina zielna z długimi, pełzającymi kłączami, z których wyrastają łodygi osiągające do 150 cm wysokości, w dolnej części nagie, w górze z szeregami włosków (owłosione w dole łodygi występują u var. hirsuticaule, której zasięg obejmuje rejon Wielkich Jezior w Ameryce Północnej).
LiścieBez uszek u nasady lub z niewielkimi uszkami, nie obejmującymi łodygi. Blaszki równowąsko lancetowate do lancetowatych, o długości do 15–18 cm i szerokości do 2 cm. Liście są całobrzegie lub z nielicznymi ząbkami, nagie, tylko na brzegu blaszki z przylegającymi, krótkimi i sztywnymi włoskami.
KwiatyZebrane w koszyczki szerokości około 1,5–2 cm, które tworzą wiechowaty kwiatostan złożony. Okrywa koszyczków osiąga 5–6 mm długości i tworzą ją listki wyrastające w 2–3 szeregach. Zewnętrzne listki okrywy krótsze od wewnętrznych. Kwiaty języczkowe są białe do jasnofioletowych, o języczkach szerokości 1–1,5 mm. Kwiaty rurkowate są żółte i mają rurkę do 3,5 mm długości zwieńczoną 5 ząbkami długości ok. 1 mm.
OwoceJajowate niełupki o długości ok. 2 mm z białawym lub płowym puchem kielichowym o długości ok. 6 mm.
Gatunki podobneMieszaniec tego gatunku z astrem nowobelgijskim Symphyotrichum novi-belgii – aster wierzbolistny S. × salignum różni się większymi koszyczkami (ponad 2,5 cm średnicy), liśćmi w połowie blaszki ostro piłkowanymi, listkami wewnętrznymi i zewnętrznymi okrywy w szczytowych kwiatostanach o bardzo zbliżonej długości. Aster drobnokwiatowy S. tradescantii ma drobniejsze koszyczki (do 1,5 cm średnicy), mniejszą wysokość (do 0,8 m) i węższe liście (do 1 cm szerokości). Inne północnoamerykańskie „astry” dziczejące w Europie Środkowej (rozrastające się kłączowo, osiągające ponad 1 m wysokości i mające liczne koszyczki zebrane w wiechowate kwiatostany złożone) różnią się zwykle fioletowymi lub różowymi kwiatami (rzadko zdarzają się u nich kwiaty białe), uszkowatą nasadą liści, aster nowoangielski S. novae-angliae wyróżnia się też owłosioną w dole łodygą.

## Biologia i ekologia
Bylina, hemikryptofit. Rośnie nad rzekami. Kwitnie od sierpnia do października. Gatunek charakterystyczny związku Senecion fluviatilis. 

## Zmienność
Gatunek zróżnicowany na pięć odmian, spośród których var. hesperium wyodrębniana jest w podgatunek subsp. hesperium, a pozostałe zaliczane są do podgatunku nominatywnego – subsp. lanceolatum:
- Symphyotrichum lanceolatum var. hesperium (A.Gray) G.L. Nesom – koszyczki wsparte są podobnymi do innych liści, a więc dość dużymi podsadkami; listki okrywy wewnętrzne i zewnętrzne zbliżone długością; rośnie w środkowej i zachodniej części Ameryki Północnej;
- Symphyotrichum lanceolatum var. hirsuticaule (Semple & Chmiel.) G.L. Nesom – liście w obrębie kwiatostanu nie wspierają koszyczków, łodyga tęga, owłosiona w dolnej części; rośnie w rejonie Wielkich Jezior;
- Symphyotrichum lanceolatum var. interior (Wiegand) G.L. Nesom – liście w obrębie kwiatostanu nie wspierają koszyczków; łodyga w dole naga; koszyczki skupione na końcach rozgałęzień kwiatostanu, okrywa krótka – 3–4 mm długości;
- Symphyotrichum lanceolatum var. lanceolatum – liście w obrębie kwiatostanu niewiele mniejsze od niższych liści łodygowych, ale nie wspierają koszyczków; łodyga w dole naga; koszyczki nie skupione na końcach rozgałęzień kwiatostanu, okrywa ok. 4–5 mm długości, liście równowąskie do wąskolancetowatych, kwiaty białe lub mniej lub bardziej fioletowe; jedyny gatunek rozprzestrzeniony poza Amerykę Północną;
- Symphyotrichum lanceolatum var. latifolium (Semple & Chmiel.) G.L. Nesom – liście w obrębie kwiatostanu wyraźnie mniejsze od niższych liści łodygowych i nie wspierają koszyczków; łodyga w dole naga; koszyczki nie skupione na końcach rozgałęzień kwiatostanu, okrywa ok. 4–5 mm długości, liście szeroko lancetowate, kwiaty zawsze białe.